# Saison 2008-2009 de l'Olympique lyonnais (féminines)
Maillots
Dernière mise à jour : 2 juin 2012.
Chronologie
Saison précédente Saison suivante
La saison 2008-2009 de la section féminine de l'Olympique lyonnais est la trente-et-unième saison consécutive du club rhônalpins en première division du championnat de France depuis 1978.
En plus des compétitions nationales, l'entraîneur Farid Benstiti et ses joueuses ont toujours pour objectif d'obtenir des résultats probants au niveau européen. 
L'Olympique lyonnais va donc évoluer au cours de la saison en Coupe de l'UEFA.

## Transferts
| Été 2008          |             |                        |                        |                  |
| Nom               | Nationalité | Transfert              | Provenance/Destination | Division         |
| Arrivées          |             |                        |                        |                  |
| Lotta Schelin     | Suède       | Contrat de 2 ans       | Göteborg FC            | Damallsvenskan   |
| Corine Petit      | France      | Contrat pro. (?)       | ASJ Soyaux             | Division 1       |
| Cynthia Ewak      | Nigeria     | Contrat pro. (?)       | Falköpings KIK         | Damallsvenskan   |
| Coralie Ducher    | France      | Contrat pro. (?)       | Formée au club         | Formée au club   |
| Pauline P-Magnin  | France      | Contrat pro. (?)       | Formée au club         | Formée au club   |
| Départs           |             |                        |                        |                  |
| Émmeline Mainguy  | France      | Fin de contrat         | Extremadura CF         | Superliga        |
| Laure Lepailleur  | France      | Fin de contrat         | Paris Saint-Germain    | Division 1       |
| Émilie Gonsollin  | France      | Fin de contrat         | Yzeure                 | Division 1       |
| Candice Pognat    | France      | Fin de contrat         | Yzeure                 | Division 1       |
| Laura Martinez    | France      | Fin de contrat         | Yzeure                 | Division 1       |
| Hiver 2008-2009   |             |                        |                        |                  |
| Nom               | Nationalité | Transfert              | Provenance/Destination | Division         |
| Arrivées          |             |                        |                        |                  |
| Ingvild Stensland | Norvège     | Contrat pro. (?)       | Göteborg FC            | Damallsvenskan   |
| Lara Dickenmann   | Suisse      | Contrat pro. (?)       | FC Zürich              | Ligue national A |
| Saïda Akherraze   | France      | Contrat pro. (?)       | Formée au club         | Formée au club   |
| Cindy Berthet     | France      | Contrat pro. (?)       | Formée au club         | Formée au club   |
| Lydia Miraoui     | France      | Contrat pro. (?)       | Formée au club         | Formée au club   |
| Départs           |             |                        |                        |                  |
| Sonia Bompastor   | France      | Fin de contrat         | Washington Freedom     | NWSL             |
| Camille Abily     | France      | Fin de contrat         | FC Gold Pride          | NWSL             |
| Hoda Lattaf       | France      | Fin de contrat         | Montpellier HSC        | Division 1       |
| Cynthia Ewak      | Nigeria     | Résiliation de contrat | Pallokissat Kuopio     | Naisten Liiga    |

## Parcours en Coupe d'Europe
L'Olympique lyonnais atteint les demi-finales pour la deuxième fois consécutive.
| Coupe de l'UEFA 2008 - 2009 |                  |                                             |                          |                  |          |
| Nb.                         | Date             | Lieu                                        | Compétition              | Adversaire       | Résultat |
| 7.                          | 5 avril 2009     | PCC Stadion, Duisbourg, Allemagne           | 1/2 finale retour        | MSV Duisbourg    | 3 - 1    |
| 6.                          | 28 mars 2009     | Stade de Gerland, Lyon, France              | 1/2 finale aller (dom.)  | MSV Duisbourg    | 1 - 1    |
| 5.                          | 18 novembre 2008 | Stade de Gerland, Lyon, France              | 1/4 finale retour (dom.) | Bardolino Vérone | 4 - 1    |
| 4.                          | 6 novembre 2008  | Stade Marcantonio-Bentegodi, Vérone, Italie | 1/4 finale aller         | Bardolino Vérone | 5 - 0    |
| 3.                          | 14 octobre 2008  | Stade de Gerland, Lyon, France              | 2e tour - match 3        | Arsenal FC       | 3 - 0    |
| 2.                          | 11 octobre 2008  | Stade de Gerland, Lyon, France              | 2e tour - match 2        | FC Zurich        | 7 - 1    |
| 1.                          | 9 octobre 2008   | Stade de Gerland, Lyon, France              | 2e tour - match 1        | SV Neulengbach   | 8 - 0    |

## Parcours en Challenge de France
L'Olympique lyonnais est éliminé du Challenge de France en demi-finale aux tirs au but.
| Challenge de France 2008 - 2009 |                 |                                                     |                   |                 |                 |
| Nb.                             | Date            | Lieu                                                | Compétition       | Adversaire      | Résultat        |
| 4.                              | 30 avril 2009   | Stade Jules-Rimet, Sussargues, France               | 1/2 finale        | Montpellier HSC | 0 - 0 (4p - 3p) |
| 3.                              | 12 avril 2009   | Plaine des Jeux de Gerland, Lyon, France            | 1/4 finale (dom.) | Saint-Étienne   | 3 - 0           |
| 2.                              | 15 mars 2009    | Stade Adolphe-Chéron, Saint-Maur-des-Fossés, France | 1/8 finale        | VGA Saint-Maur  | 8 - 0           |
| 1.                              | 22 février 2009 | Stade du Père Fayard, Le Puy en Velay, France       | 1/16 finale       | Le Puy Foot 43  | 13 - 00         |

## Parcours en Championnat de France
L'Olympique lyonnais remporte son troisième titre national d'affilée.
| Saison 2008 - 2009 |                   |                                                      |                    |                |          |
| Nb.                | Date              | Lieu                                                 | Compétition        | Adversaire     | Résultat |
| 22.                | 31 mai 2009       | Stade Louis-Raffegeau, Le Pecq, France               | 22e journée        | Paris SG       | 2 - 0    |
| 21.                | 24 mai 2009       | Plaine des Jeux de Gerland, Lyon, France             | 21e journée (dom.) | Saint-Brieuc   | 14 - 10  |
| 20.                | 17 mai 2009       | Plaine des Jeux de Gerland, Lyon, France             | 17e journée (dom.) | ASJ Soyaux     | 7 - 0    |
| 19.                | 9 mai 2009        | Stade Raymonde-Delabre, Hénin-Beaumont, France       | 20e journée        | Hénin-Beaumont | 5 - 0    |
| 18.                | 3 mai 2009        | Plaine des Jeux de Gerland, Lyon, France             | 19e journée (dom.) | Condé          | 4 - 1    |
| 17.                | 19 avril 2009     | Stade Léon-Nautin, Saint-Étienne, France             | 18e journée        | Saint-Étienne  | 4 - 1    |
| 16.                | 22 mars 2009      | Stade Georges-Maquin, Viry-Châtillon, France         | 16e journée        | FCF Juvisy     | 4 - 1    |
| 15.                | 1er mars 2009     | Plaine des Jeux de Gerland, Lyon, France             | 15e journée (dom.) | Yzeure         | 6 - 0    |
| 14.                | 8 février 2009    | Stade Waldeck, Vendenheim, France                    | 14e journée        | FC Vendenheim  | 3 - 0    |
| 13.                | 25 janvier 2009   | Stade Joseph-Blanc, Villeneuve-lès-Maguelone, France | 13e journée        | Montpellier    | 2 - 1    |
| 12.                | 18 janvier 2009   | Plaine des Jeux de Gerland, Lyon, France             | 12e journée (dom.) | Toulouse       | 2 - 0    |
| 11.                | 10 janvier 2009   | Stade Fred-Aubert, Saint-Brieuc, France              | 11e journée        | Saint-Brieuc   | 5 - 0    |
| 10.                | 9 novembre 2008   | Plaine des Jeux de Gerland, Lyon, France             | 10e journée (dom.) | Hénin-Beaumont | 8 - 0    |
| 9.                 | 2 novembre 2008   | Stade Robert-Gossart, Condé-sur-Noireau, France      | 9e journée         | Condé          | 9 - 0    |
| 8.                 | 26 octobre 2008   | Stade Léo-Lagrange, Soyaux, France                   | 7e journée         | ASJ Soyaux     | 8 - 1    |
| 7.                 | 19 octobre 2008   | Plaine des Jeux de Gerland, Lyon, France             | 8e journée (dom.)  | Saint-Étienne  | 6 - 3    |
| 6.                 | 5 octobre 2008    | Plaine des Jeux de Gerland, Lyon, France             | 6e journée (dom.)  | FCF Juvisy     | 0 - 0    |
| 5.                 | 21 septembre 2008 | Stade de Bellevue, Yzeure, France                    | 5e journée         | Yzeure         | 4 - 1    |
| 4.                 | 14 septembre 2008 | Plaine des Jeux de Gerland, Lyon, France             | 4e journée (dom.)  | FC Vendenheim  | 12 - 00  |
| 3.                 | 7 septembre 2008  | Plaine des Jeux de Gerland, Lyon, France             | 3e journée (dom.)  | Montpellier    | 2 - 1    |
| 2.                 | 31 août 2008      | Stade de la Ramée, Toulouse, France                  | 2e journée         | Toulouse       | 5 - 0    |
| 1.                 | 23 août 2008      | Plaine des Jeux de Gerland, Lyon, France             | 1re journée (dom.) | Paris SG       | 2 - 0    |

### Classement
| Rang | Équipe                   | Pts | J  | G  | N | P  | Bp  | Bc | Diff |
| ---- | ------------------------ | --- | -- | -- | - | -- | --- | -- | ---- |
| 1    | Olympique lyonnais T     | 86  | 22 | 21 | 1 | 0  | 114 | 11 | +103 |
| 2    | Montpellier HSC CF       | 73  | 22 | 17 | 1 | 4  | 63  | 23 | +40  |
| 3    | FCF Juvisy               | 72  | 22 | 15 | 5 | 2  | 53  | 22 | +31  |
| 4    | FCF Hénin-Beaumont       | 51  | 22 | 9  | 2 | 11 | 49  | 60 | -11  |
| 5    | FCF Nord Allier Yzeure P | 51  | 22 | 8  | 5 | 9  | 40  | 38 | +2   |
| 6    | Stade briochin           | 50  | 22 | 8  | 4 | 10 | 32  | 53 | -21  |
| 7    | RC Saint-Étienne         | 49  | 22 | 7  | 6 | 9  | 40  | 46 | -6   |
| 8    | Paris SG                 | 49  | 22 | 7  | 6 | 9  | 29  | 30 | -1   |
| 9    | Toulouse FC              | 48  | 22 | 7  | 5 | 10 | 34  | 46 | -12  |
| 10   | ASJ Soyaux               | 41  | 22 | 5  | 4 | 13 | 22  | 51 | -29  |
| 11   | FCF Condéen P            | 39  | 22 | 5  | 2 | 15 | 30  | 76 | -46  |
| 12   | FC Vendenheim            | 26  | 22 | 0  | 5 | 17 | 15  | 65 | -50  |

|  | Qualifié pour la Ligue des champions 2009-2010 (Seizièmes de finale). |
|  | Qualifié pour la Ligue des champions 2009-2010 (Tour de qualification). |
|  | Relégué en Division 2. |
|  | T Tenant du titre. P Promu de Division 2. CF Vainqueur du Challenge de France 2008-2009. Pts points ; G victoires ; N match nuls ; P défaites Bp buts marqués ; Bc buts encaissés ; Diff différence de buts |

### Évolution du classement
Leader du championnat

## Statistiques individuelles
| Nb.           | Joueuse             | Total | Championnat | Challenge de France | Coupe de l'UEFA |
| 1.            | Katia Da Silva      | 37    | 27          | 6                   | 4               |
| 2.            | Sandrine Brétigny   | 27    | 22          | 2                   | 3               |
| 3.            | Lotta Schelin       | 25    | 17          | 1                   | 7               |
| 4.            | Élodie Thomis       | 18    | 12          | 4                   | 2               |
| 5.            | Camille Abily       | 14    | 9           | 0                   | 5               |
| 6.            | Louisa Necib        | 14    | 10          | 1                   | 3               |
| 7.            | Shirley Cruz Traña  | 8     | 4           | 4                   | 0               |
| 8.            | Corine Petit        | 5     | 2           | 1                   | 2               |
| 9.            | Ingvild Stensland   | 4     | 2           | 1                   | 1               |
| 10.           | Laura Georges       | 3     | 1           | 1                   | 1               |
| 11.           | Simone Gomes Jatoba | 3     | 1           | 2                   | 0               |
| 12.           | Sonia Bompastor     | 2     | 1           | 0                   | 1               |
| 13.           | Lara Dickenmann     | 2     | 2           | 0                   | 0               |
| 14.           | Amandine Henry      | 2     | 1           | 1                   | 0               |
| 15.           | Wendie Renard       | 2     | 2           | 0                   | 0               |
| 16.           | Sandrine Dusang     | 1     | 1           | 0                   | 0               |
| Total Général | Total Général       | 167   | 114         | 24                  | 29              |

## Chiffres marquants
- 300ème but de l'histoire en championnat de D1 : Sonia Bompastor (à Toulouse (5-0), le 31 août 2008).
- 50ème but de l'histoire en Coupe de l'UEFA féminine : Kátia Cilene Teixeira da Silva (face au FC Zürich Frauen (7-1), le 11 octobre 2008).
- 500ème but de l'histoire de l'OL : Sandrine Brétigny (en championnat de D1, à Vendenheim (3-0), le 8 février 2009).
- 100ème but inscrit dans la saison : Elodie Thomis (en Challenge de France, au Puy (13-0), le 22 février 2009).
- 1er triple-double réalisé par une joueuse (10 buts inscrits dans chaque compétition) : Kátia da Silva (en Challenge de France, au Puy (13-0), le 22 février 2009).
- 100ème but de Sandrine Brétigny sous les couleurs de l'OL en championnat de D1 : contre Nord-Allier (6-0), le 1er mars 2009.
- 100ème but de l'histoire en Challenge de France : Shirley Cruz Traña (face à Saint-Etienne (3-0), le 12 avril 2009).
- 150ème but inscrit dans la saison : Lotta Schelin (en Championnat de D1, face à Soyaux (7-0), le 17 mai 2009).
- 40ème joueuse à avoir inscrit au moins 1 but avec l'OL : Lara Dickenmann (en championnat de D1, face à Saint-Brieuc (14-1), le 24 mai 2009).
- 100ème but inscrit en championnat de Division 1 dans la saison : Sandrine Brétigny (en championnat de D1, face à Saint-Brieuc (14-1), le 24 mai 2009).
- 400ème but de l'histoire en championnat de D1 : Sandrine Brétigny (en championnat de D1, face à Saint-Brieuc (14-1), le 24 mai 2009).